# Поліпропілен
Поліпропіле́н — синтетичний полімер, продукт полімеризації пропілену, [—СН2—СН(СН3)—]n. Безбарвна речовина; густина (при температурі 20 °С) 920—930 кг/м3, tпл 172 °С. Характеризується високою ударною міцністю, стійкістю до багаторазових згинань, зносостійкістю, низькою паро- й газопроникністю, високими діелектричними показниками. Поліпропілен не розчиняється в органічних розчинниках, стійкий до дії киплячої води і лугів; руйнується під дією азотної та сірчаної кислот, хромової суміші; відзначається низькою термо- і світлостійкістю.
Застосовують у виробництві поліпропіленового волокна, полімерних труб, плівок.